# Lucien Bonaparte
Lucien Bonaparte, (21. maj 1775 i Ajaccio - 29. juni 1840 i Viterbo, Italien), søn af Carlo Buonaparte og Laetitia Ramolino, fransk politiker og yngre bror til Napoleon 1. af Frankrig. 
Lucien beskrives som den bedst begavede af Napoleons søskende. Ved broderens kroning i 1804 frabad han sig "gøglet".

## Fransk politiker
Som ung agiterede Lucien Bonaparte ivrigt for den Den Franske Revolution. I 1795 blev han gennem Napoleons indflydelse udnævnt til krigskommissær. 
I 1798 blev han indvalgt i de femhundredes råd (underhuset), hvor han blev ordfører og præsident. Det var i denne stilling, at han skaffede Napoleon diktatorisk magt i staten. Dette skete ved statskuppet 18. brumaire (9. november 1799), der indførte Konsulatet. 
Herefter var Lucien indenrigsminister fra den 25. december 1799 til 7. november 1800. Hans tilbagetræden skyldes uenighed med broderen. 
Han var ambassadør i Madrid i 1800-1801. I 1802 blev han medlem af underhuset (tribunatet) og derefter af overhuset (senatet) i 1804.

## I Rom
I 1803 giftede Lucien med sin smukke, men berygtede elskerinde Alexandrine de Bleschamp. Napoleon kunne ikke acceptere dette ægteskab. Som straf blev Lucien udvist til Rom, hvor han knyttede nære forbindelser til paven. 

## Interneret i England
I 1810 forsøgte Lucien at udvandre til USA, men som "fjendtlig udlænding" havnede han i engelsk fangenskab frem til 1814. Han vendte tilbage til Rom og paven udnævnte ham til fyrste af Canino. 

## Sidste år i Italien
Fra 1815 levede Lucien Bonaparte, titulær fyrste af Canino og Musignano, i Italien. Dog boede han i England i 1832 - 1837.

## Første ægteskab
Den 4. maj 1794 giftede han sig med Anne Christine Boyer (6. juli 1773 - 14. maj 1801). Hun døde af tuberkulose, og hun var datter af en værtshusholder.

### Børn med Anne Christine Boyer
1. Charlotte Marie (1795-1865)
2. barn (født og død 1796)
3. Victoire Gertrude (født og død 1797)
4. Christine (1798-1847), gift i 1818-1824 med den svenske greve Arvid Posse (1782–1826) og fra 1824 med den liberale britiske politiker Lord Dudley Stuart (1803–1854)

## Andet ægteskab
I 1803 giftede han sig med Alexandrine de Bleschamp (18. februar 1778 - 12. juli 1855).

### Børn med Alexandrine de Bleschamp
1. Charles Lucien Bonaparte (1803-1857), gift med sin kusine Zénaïde, datter af Joseph Bonaparte
2. Letizia (1804-1871)
3. Joseph (1806-1807)
4. Jeanne (1807-1828)
5. Paul Marie (1806-1827)
6. Louis Lucien Bonaparte (1813-1891)
7. Pierre Bonaparte (1815-1881)
8. Antoine Bonaparte (1816-1877)
9. Alexandrine Marie (1818-1874)
10. Constance (1823-1876)